# Penthe pimelia
Penthe pimelia är en skalbaggsart som först beskrevs av Fabricius 1801.  Penthe pimelia ingår i släktet Penthe och familjen skinnsvampbaggar. Inga underarter finns listade i Catalogue of Life.